# Тропик Рака (роман)
«Тропик Рака» (англ. Tropic of Cancer) — в значительной степени автобиографический роман американского писателя Генри Миллера. 
Произведение получило широкую популярность благодаря откровенному и выразительному изображению секса, предисловие к нему написала Анаис Нин. Вместе с книгами «Тропик Козерога» и «Чёрная весна» образует автобиографическую трилогию Миллера. Режиссёр Джозеф Стрик в 1970 году снял по мотивам книги одноимённый фильм с Рипом Торном и Эллен Бёрстин.

## История издания
«Тропик Рака» вышел в парижском издательстве Джека Кагана «Обелиск Пресс» в сентябре 1934 года. Книга была выпущена тиражом 1000 экземпляров и продавалась по очень высокой для 1930-х годов цене — 50 франков. Джек Каган распорядился в магазинах продавать её тайно, написав на небольшой аннотации: «Ce volume ne doit pas être exposé en vitrine» («Эту книгу в витринах не выставлять»). Несколько экземпляров «Тропика Рака» попали в Англию и США, где были сразу запрещены. Во Франции же «непристойные» книги могли быть изданы, если они печатались на английском языке. В Америке роман издали после судебных слушаний в начале 1960-х.
На русский язык роман переведён в 1962 году эмигрантом Георгием (Джорджем) Егоровым.

## Краткое содержание
Действие романа происходит начиная с 1925 года и позднее во Франции (главным образом в Париже). Роман описывает жизнь бедствующего писателя — Генри Миллера в Париже. Сочетая вымышленные и автобиографические эпизоды, в некоторых главах автор прямо ссылается на своих реальных друзей, коллег и места, где он работал; другие написаны как поток сознания. Роман, как и многие другие произведения Миллера, написан от первого лица, и часто переходит от настоящего к прошлому и обратно. В романе много эпизодов, описывающих сексуальные похождения рассказчика, но это для автора не главное.

## Оценки
Джордж Оруэлл назвал этот роман

«наиболее важной книгой середины 30-х [и Миллер] прозаик тончайшего воображения, который только появлялся в англоязычной среде в последнее время»
Оригинальный текст (англ.)"the most important book of the mid-1930s [and Miller is] the only imaginative prose-writer of the slightest value who has appeared among the English-speaking races for some years past."

Сэмюэл Беккет назвал роман «монументальным событием в истории современной литературы». Норман Мейлер в своей книге о Миллере «Гений и похоть» назвал его «одним из десяти или двенадцати величайших романов столетия». Журнал «Time» включил «Тропик Рака» в свой список 100 лучших англоязычных романов 1923—2005 годов.
Эдмунд Уилсон говорил о романе:

Тон книги, несомненно, низкий; «Тропик Рака», фактически, с точки зрения как происходящего, так и языка, которым это передано, это низшая книга из всей достойной литературы, которую я могу вспомнить… есть странная приятность в характере и стиле погружения в композицию, даже когда она отвратительна и утомительна.
Оригинальный текст (англ.)The tone of the book is undoubtedly low; The Tropic of Cancer, in fact, from the point of view both of its happening and of the language in which they are conveyed, is the lowest book of any real literary merit that I have ever remember to have read... there is a strange amenity of temper and style which bathes the whole composition even when it is disgusting or tiresome.

Каринэ Геворгян назвала этот роман почти единственным примером непристойного, но талантливого произведения